# Utu
Utu, sau này được các dân tộc Đông Semit thờ phụng dưới tên Shamash, là vị thần Mặt trời của Lưỡng Hà cổ đại, thần của công lý, đạo đức và chân lý, và là anh trai song sinh của nữ thần Inanna, Nữ vương Thiên giới. Những ngôi đền chính của ông nằm ở các thành phố Sippar và Larsa.
Người ta tin rằng ông cưỡi trên cỗ xe mặt trời bay qua bầu trời và quan sát tất cả những gì xảy ra trong ngày. Ông là người thực thi công lý thiêng liêng và được cho là sẽ giúp đỡ những người gặp nạn. Theo thần thoại Sumer, ông đã cố bảo vệ thần Dumuzid khi ông ta bị lũ quỷ galla bắt kéo xuống Địa ngục. Ông cùng là người đầu tiên hiện lên trước người anh hùng Ziusudra sau trận Đại hồng thủy. Trong Sử thi Gilgamesh, ông trợ giúp Gilgamesh đánh bại yêu tinh Humbaba.

## Gia đình
Utu là anh em sinh đôi của Nữ vương Thiên giới Inanna,  vị nữ thần đầy quyền năng với những lãnh địa rộng lớn.  Trong các văn bản của người Sumer, Inanna và Utu có mối quan hệ vô cùng thân thiết, gần như là loạn luân.  Utu thường được cho là con trai của thần mặt trăng Nanna và nữ thần Ningal,  nhưng đôi khi cũng được coi là con trai của An hoặc Enlil.
Vợ ông là nữ thần Sherida, sau này được biết đến ở Akkad là Aya.   Sherida là nữ thần sắc đẹp, sinh sản và tình yêu nhục dục, có thể do ánh sáng vốn được coi là đẹp, hoặc vì vai trò của mặt trời trong việc làm tăng năng suất nông nghiệp. Họ được cho là có hai con: nữ thần Kittu ("Sự thật") và thần Misharu ("Công lý"). Vào thời kỳ Cựu Babylon (k. 1830 k. 1531 TCN), Sherida và Utu được gắn với nadītu, một hội nữ tu dành cả đời thờ phụng các vị thần. Người đánh xe của Utu, Bunene đôi khi được cho là con trai ông.  Bunene được thờ phụng độc lập với Utu như một vị thần công lý ở Sippar và Uruk trong Thời kỳ Cựu Babylon   và trong thời gian sau này, ông cũng được thờ phụng tại Assur. 

## Thờ phụng
Utu được thờ phụng ở Sumer từ rất sớm. Các tài liệu lâu đời nhất nhắc đến ông có niên đại khoảng 3500 năm trước Công nguyên, trong giai đoạn đầu tiên của văn tự Sumer. Những ngôi đền chính của ông, được đặt tại Sippar và tại Larsa, được gọi là E-babbar ("Nhà Trắng"). Utu được thờ phụng xuyên suốt nền văn hóa Lưỡng Hà  trong hơn 3.000 năm. Đặc điểm tính cách chính của Utu là lòng tốt và sự rộng lượng, nhưng giống như tất cả các vị thần Lưỡng Hà khác, ông không ngại từ chối những thỉnh cầu gây phiền phức cho mình.

## Biểu tượng
Trong các văn bản Sumer, Utu được mô tả là "có râu" và "cánh tay dài". Trong nghệ thuật, ông được thể hiện như một ông lão với bộ râu dài. Ông được cho là xuất hiện từ cửa Thiên đàng mỗi ngày vào lúc bình minh và cưỡi ngang qua bầu trời trong cỗ xe của mình trước khi trở vào "bên trong thiên giới" qua cổng phía tây mỗi tối. Người đánh xe ngựa của Utu tên là Bunene. Con dấu hình trụ thường cho thấy hai vị thần mở cửa cho ông, còn ông giương vũ khí lên, một chiếc cưa và một chiếc chùy răng cưa, tượng trưng cho công lý.

Biểu tượng chính của Utu là đĩa mặt trời, là một vòng tròn với ngôi sao bốn cạnh, và bốn đường chéo lượn sóng như tia sáng tỏa ra từ vòng tròn giữa mỗi cạnh. Biểu tượng này đại diện cho ánh sáng, sự ấm áp và sức mạnh của mặt trời.

## Thần thoại

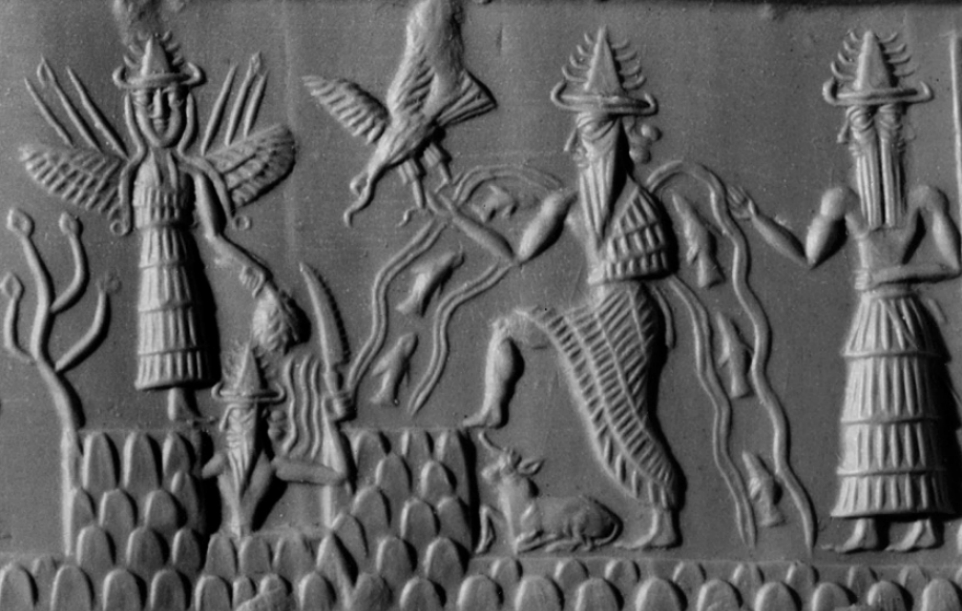
Chi tiết một con dấu hình trụ từ Sippar (2300 TCN) mô tả Shamash với những tia sáng trên vai và cầm lưỡi cưa cắt qua những ngọn núi phía đông lúc bình minh (Bảo tàng Anh)

Người Sumer tin rằng, khi cưỡi cỗ xe mặt trời ngang qua bầu trời, Utu nhìn thấy tất cả mọi thứ xảy ra trên thế giới.  Cùng với em gái Inanna, Utu là người thực thi công lý thiêng liêng. Vào ban đêm, Utu được cho là đi qua Địa phủ trong hành trình về phía đông trước khi mặt trời mọc. Một tác phẩm văn chương Sumer nhắc đến việc Utu chiếu sáng Cõi âm và phán xử người chết. Trong bài ca tụng Shamash số 31 (BWL 126), Utu đóng vai trò như một phán quan Địa ngục cùng với cùng với malku, kusu, và Anunnaki. Trên đường đi qua Địa phủ, Utu được cho là đi ngang qua khu vườn của thần mặt trời, trồng toàn những cây kết quả ngọc.
Utu được tin là có vai trò tích cực trong các vấn đề của con người,  và thường giúp đỡ những người gặp nạn. Ông được nhắc đến sớm nhất trong Thần thoại Etana, được viết trước cuộc chinh phạt của Sargon of Akkad (k. 2334 -2284 trước Công nguyên), trong đó Etana cầu nguyện Utu giúp vợ mình mang thai. Trong bài thơ Sumer Giấc mơ của Dumuzid, Utu đã can thiệp để giải cứu chồng của Inanna, Dumuzid khỏi sự săn lùng của lũ quỷ galla. Trong huyền thoại lũ lụt Sumer, Utu hiện lên sau khi nước lũ bắt đầu lắng xuống,  khiến Ziusudra, anh hùng của câu chuyện, mở tung cửa sổ của chiếc thuyền và quỳ xuống trước mặt ông.  Ziusudra hiến tế một con cừu và một con bò cho Utu để được cứu giúp. 

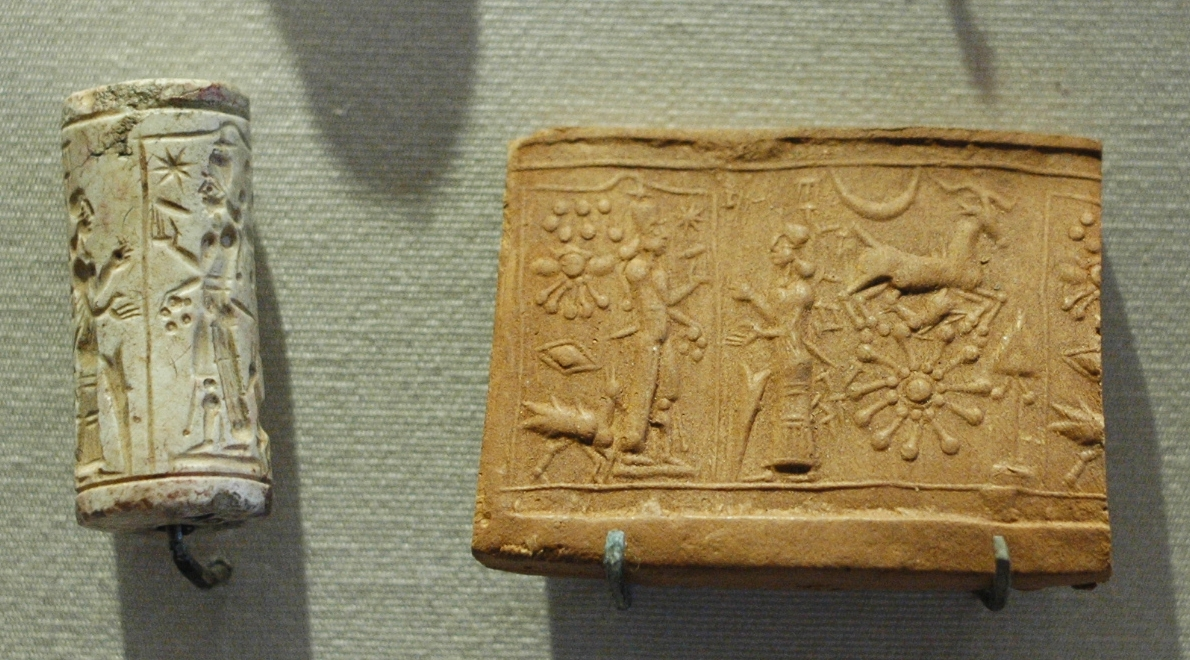
Dấu hình trụ đá vôi Mesopotamian và bản in cho thấy mọi người tôn thờ Shamash (Louvre)

Trong Danh sách vua Sumer, một trong những vị vua đầu tiên của Uruk được nhắc đến như "con trai của Utu"  và Utu dường như là vị thần bảo hộ đặc biệt cho một số vị vua sau này của thành phố. Trong bài thơ Sumer Gilgamesh và Huwawa, người anh hùng Gilgamesh thỉnh cầu Utu hỗ trợ trong cuộc hành trình đến Núi tuyết tùng. Trong phiên bản này, Gilgamesh nhờ Utu giúp đỡ bởi vì Núi tuyết tùng được gắn với Utu, là vùng đất ở phương Đông, nơi mặt trời mọc. Utu ban đầu tỏ ra miễn cưỡng,  nhưng, sau khi Gilgamesh giải thích rằng anh muốn làm nên tên tuổi trước khi chết, Utu đồng ý. Khi Gilgamesh đến Núi tuyết tùng, Utu giúp anh đánh bại yêu tinh Huwawa, yêu tinh canh gác khu rừng.

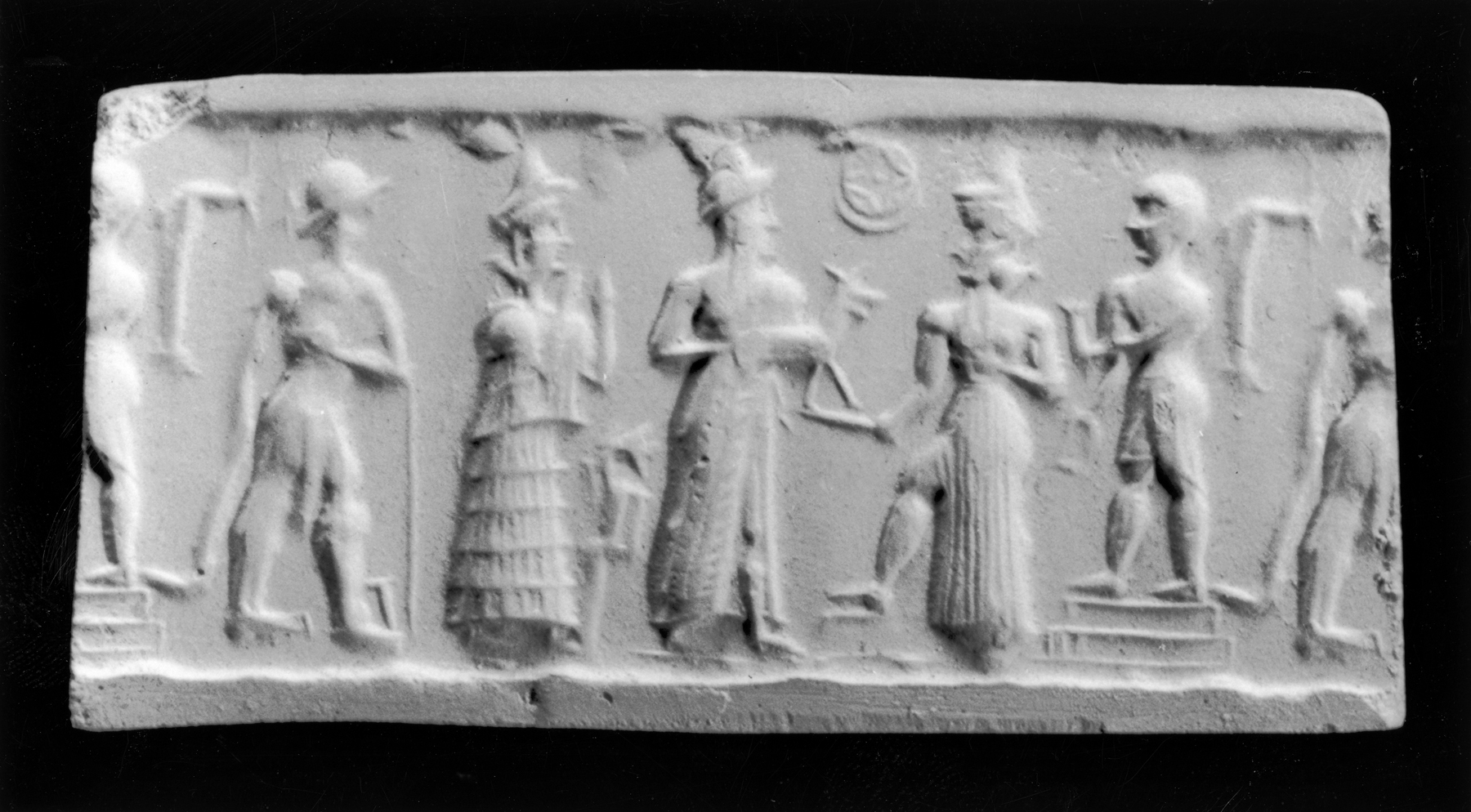
Bản in dấu hình trụ của người Cựu Babylon mô tả Shamash được tín đồ vây quanh (1850-1598 TCN)

Trong Sử thi Gilgamesh tiêu chuẩn của Babylon, Gilgamesh muốn đến núi tuyết tùng và tìm đến Shamash để được hỗ trợ. Tuy nhiên, trong phiên bản này, Núi tuyết được chỉ ra rõ ràng là nằm ở phía tây bắc, ở Lebanon. Shamash giúp Gilgamesh đánh bại Humbaba (tên tiếng Đông Semit cho Huwawa).  Jeffrey H. Tigay cho rằng trong phiên bản sử thi Cựu Babylon, Gilgamesh tìm đến Utu như là cầu nguyện với một vị tổ tiên, và mục tiêu ban đầu của Gilgamesh là đến thăm Núi tuyết tùng và Humbaba chỉ là một chướng ngại vật mà Gilgamesh và Enkidu gặp phải khi họ đã đến đó. Còn trong phiên bản Babylon, các anh hùng có mục tiêu ngay từ đầu là đến núi tuyết tùng để đánh bại Humbaba, thậm chí trong các phiên bản sau này, Shamash chính là người đã chỉ dẫn Gilgamesh đi giết Humbaba. Tigay cho rằng đây là "sự phát triển vai trò hợp lý [của Shamash]." 

### Dẫn nguồn
1. ↑  http://www.sumerian.org/sumlogo.htm s.v. "babbar(2)"
2. ↑  Frederick Augustus Vanderbergh: Sumerian Hymns from Cuneiform Texts in the British Museum. Columbia University Press, 1908. p. 53.
3. ↑  Kasak, Enn; Veede, Raul (2001). Mare Kõiva; Andres Kuperjanov (biên tập). "Understanding Planets in Ancient Mesopotamia (PDF)" (PDF). Electronic Journal of Folklore. Quyển 16. Estonian Literary Museum. tr. 7–35. doi:10.7592/fejf2001.16.planets. ISSN 1406-0957.
The Sumerian cuneiform character is encoded in Unicode at U+12313 𒌓 (Borger nr. 381). Borger's 381 is U4. http://www.sron.nl/~jheise/signlists/top20.html
4. ↑  Black & Green 1992, tr. 182.
5. 1 2  Pryke 2017, tr. 36.
6. ↑  Black & Green 1992, tr. 108–109.
7. 1 2  Pryke 2017, tr. 36–37.
8. ↑  Black & Green 1992, tr. 183.
9. 1 2  Black & Green 1992, tr. 182–184.
10. 1 2 3 4 5 6 7 8 9 10 11 12 13 14 15 16 17  Mark 2017.
11. 1 2 3 4 5 6 7 8 9 10 11 12 13 14 15 16 17  Black & Green 1992, tr. 184.
12. 1 2 3 4 5 6 7 8  Holland 2009, tr. 115.
13. ↑  Black & Green 1992, tr. 52.
14. 1 2  Horowitz 1998, tr. 352.
15. 1 2 3  Kramer 1961, tr. 98.
16. 1 2 3  Hämmerly-Dupuy 1988, tr. 56.
17. ↑  Tigay 2002, tr. 76.
18. 1 2  Tigay 2002, tr. 76–77.
19. 1 2  Tigay 2002, tr. 77.
20. ↑  Tigay 2002, tr. 77–78.
21. ↑  Tigay 2002, tr. 78.
22. ↑  Tigay 2002, tr. 77–81.
23. ↑  Tigay 2002, tr. 76–81.
24. ↑  Tigay 2002, tr. 77, 79.
25. 1 2 3  Tigay 2002, tr. 79.